# (2301) Whitford
(2301) Whitford (1965 WJ) – planetoida z grupy pasa głównego asteroid okrążająca Słońce w ciągu 5,65 lat w średniej odległości 3,17 au. Odkryta 20 listopada 1965 roku.